# Schleswig-Holsteinische Bauern- und Landarbeiterdemokratie
Die Schleswig-Holsteinische Bauern- und Landarbeiterdemokratie (SHBLD), später Schleswig-Holsteinische Landespartei (SHLP), war eine regionalistische Bauernpartei in Schleswig-Holstein während der Weimarer Republik und in der frühen Bundesrepublik.

## Geschichte und Programmatik
Die SHBLD wurde im Dezember 1918 von Mitgliedern des Schleswig-Holsteinischen Bauernvereines gegründet, da sie bäuerliche Interessen von den anderen Parteien nicht genügend vertreten sahen. Die Partei erreichte bei den Wahlen zur Weimarer Nationalversammlung, bei denen sie eine Listenverbindung mit der DDP und der Zentrumspartei eingegangen war, und zur Verfassungsgebenden Preußischen Landesversammlung im Januar 1919 jeweils ein Mandat. 1921 verlor die inzwischen in SHLP umbenannte Partei ihre parlamentarische Repräsentanz und kandidierte das letzte Mal im Mai 1924 zum Reichstag. Der ehemalige Generalsekretär der Partei und spätere Gauleiter Schleswig-Holsteins und Reichskommissar von Ostland, Hinrich Lohse, trat 1923 der NSDAP bei.
Programmatisch verstand sich die SHBLD als Interessenvertretung des Bauern- und ländlichen Kleinbürgertums, als antizentralistisch beziehungsweise regionalistisch, als antisozialistisch und trat für eine mittelstandsfreundliche Wirtschaftspolitik ein. Eine starke Rolle in der Propaganda der Partei spielten antisemitische und agrarromantische Elemente.
Die Partei gab als offizielles Organ die Zeitung Schleswig-Holstein heraus.
Bei der Bundestagswahl 1953 und bei der Landtagswahl 1954 trat eine sich ebenfalls Schleswig-Holsteinische Landespartei nennende Gruppierung an. Für den Bundestag wurden nur Direktkandidaten aufgestellt, die im Land 0,5 % der Stimmen, aber kein Mandat erreichten. Bei der Landtagswahl erhielt die Partei nur noch 0,1 %.

## Wahlergebnisse

### Nationalversammlung/Reichstag
- Wahl zur Nationalversammlung 19. Januar 1919: 57.913 Stimmen (0,19 %/7,34 % in Schleswig-Holstein) – 1 Mandat (Detlef Thomsen, ab August 1919 Philipp Johannsen – das Mandat galt auf Grund der Volksabstimmung im Landesteil Schleswig auch bis zur Nachwahl im Februar 1921 als Reichstagsmandat)
- Reichstagsnachwahl 20. Februar 1921: 25.907 Stimmen (0,09 %/3,73 % in Schleswig-Holstein) –  0 Mandate
- Reichstagswahl 4. Mai 1924: 5652 Stimmen (0,0 %/0,77 % in Schleswig-Holstein) –  0 Mandate

### Preußischer Landtag
- Verfassungsgebende Preußische Landesversammlung 26. Januar 1919: 61.565 Stimmen (0,36 %/8,48 % in Schleswig-Holstein) – 1 Mandat
- Wahl zum Preußischen Landtag 20. Februar 1921: 28.038 Stimmen (0,17 %/4,13 % in Schleswig-Holstein) –   0 Mandate